# Wreckless: The Yakuza Missions
Wreckless: The Yakuza Missions (Double S.T.E.A.L. en Japón) es un videojuego de carreras lanzado originalmente en Xbox y más tarde para GameCube y PlayStation 2. El juego es un juego de conducción ambientado en Hong Kong, en el que el jugador completa misiones.
Los gráficos innovadores del juego en ese momento para Xbox lo hicieron exitoso para esa plataforma, ya que fue desarrollado específicamente para esa consola en lugar de ser un port. Sin embargo, las versiones de GameCube y PlayStation 2 sufrieron problemas de rendimiento y no se vendieron bien. En 2005, se lanzó una secuela exclusiva de Japón para Xbox llamada Double S.T.E.A.L. The Second Clash.

## Historia
Ubicado en Hong Kong, el jugador juega como parte de una unidad policial corrupta que intenta tomar medidas enérgicas contra las operaciones Yakuza rivales, o como un par de espías contratados para acabar con Tiger Takagi, el líder de Hong Kong Yakuza.

## Recepción
| Críticas Publicación Calificación GC PS2 Xbox GamePro 3.0/5 [ 4 ] 3.0/5 [ 5 ] 4.0/5 [ 6 ] GameSpot 5.4/10 [ 7 ] 5.6/10 [ 8 ] 6.8/10 [ 9 ] GameZone 7.0/10 [ 10 ] 7.0/10 [ 11 ] 9.5/10 [ 12 ] Puntuaciones de reseñas Metacritic 58/100 [ 13 ] 60/100 [ 14 ] 74/100 [ 15 ] |              |              |              |
| Críticas |              |              |              |
| Publicación | Calificación | Calificación | Calificación |
| Publicación | GC           | PS2          | Xbox         |
| GamePro | 3.0/5        | 3.0/5        | 4.0/5        |
| GameSpot | 5.4/10       | 5.6/10       | 6.8/10       |
| GameZone | 7.0/10       | 7.0/10       | 9.5/10       |
| Puntuaciones de reseñas |              |              |              |
| Metacritic | 58/100       | 60/100       | 74/100       |

Según Metacritic, la versión para Xbox de Wreckless recibió "críticas mixtas o promedio", con una puntuación de 74/100 basada en 36 reseñas. A las versiones de PlayStation 2 y GameCube les fue peor, pero aun así cayeron en la categoría de "críticas mixtas o promedio", con puntuaciones respectivas de 60/100 y 58/100.
Wreckless: The Yakuza Mission fue nominado para el premio "Mejores gráficos (técnicos) en Xbox" de GameSpot de 2002, que fue para Tom Clancy's Splinter Cell.